# Кирш, Алекс
Алекс Кирш (фр. Alex Kirsch; род. 12 июня 1992,   Люксембург) — люксембургский профессиональный шоссейный велогонщик, выступающий c 2019 года за американскую команду Мирового тура «Lidl-Trek».

## Достижения
2009
Чемпионат Люксембурга (юниоры)
3-й в Индивидуальной гонке
3-й в Групповой гонке
2010
Чемпионат Люксембурга (юниоры)
2-й в Индивидуальной гонке
2-й в Групповой гонке
8-й Гран-при Генерала Паттона (юниоры)
2011
Чемпионат Люксембурга (молодёжь U23)
5-й в Индивидуальной гонке
8-й в Групповой гонке
2012
Чемпионат Люксембурга
1-й  в Групповой гонке среди молодёжи U23
4-й в Групповой гонке
7-й в Индивидуальной гонке
2013
Чемпионат Люксембурга
1-й  в Групповой гонке среди молодёжи U23
1-й  в Индивидуальной гонке среди молодёжи U23
4-й в Индивидуальной гонке
8-й в Групповой гонке
1-й на этапе 1 (TTT) Тур Чехии
1-й  Горная классификация Флеш дю Сюд
2-й  Игры малых государств Европы в Индивидуальной гонке
2014
Чемпионат Люксембурга
1-й  в Групповой гонке среди молодёжи U23
1-й  в Индивидуальной гонке среди молодёжи U23
3-й в Индивидуальной гонке
7-й в Групповой гонке
3-й Triptyque des Monts et Châteaux
7-й Тур Фландрии U23
9-й Тур Нормандии
2016
Чемпионат Люксембурга
2-й в Групповой гонке
3-й в Индивидуальной гонке
3-й Тур Люксембурга
6-й Истриан Спринг Трофи
2017
Чемпионат Люксембурга
2-й в Групповой гонке
3-й в Индивидуальной гонке
2-й Ле-Самен
9-й Бенш — Шиме — Бенш
9-й Гран-при Зоттегема
2018
Чемпионат Люксембурга
2-й в Групповой гонке
2-й в Индивидуальной гонке
6-й Ле-Самен
9-й Тур де Еврометрополь
2019
8-й Гран-при Исберга
| № | Дата         | Кат. | Страна     | Тип          | Гонка       | Команда      |
| - | ------------ | ---- | ---------- | ------------ | ----------- | ------------ |
| 1 | 12 мая 2013  | 2.2  | Люксембург | Горная       | Флеш дю Сюд | Leopard-Trek |
| 2 | 11 июля 2013 | 2.2  | Чехия      | 1 этап (TTT) | Тур Чехии   | Leopard-Trek |

## Статистика выступлений
Чемпионаты
| Соревнование          | Соревнование | 2012 | 2013 | 2014 | 2015 | 2016 | 2017 | 2018 | 2019 |
| --------------------- | ------------ | ---- | ---- | ---- | ---- | ---- | ---- | ---- | ---- |
| Чемпионат мира        | RR           | —    | —    | —    | НФ   | —    | НФ   | НФ   | НФ   |
| Чемпионат Люксембурга | RR           | 4    | 8    | 7    | НФ   | 2    | 2    | 2    | —    |
| Чемпионат Люксембурга | ITT          | 7    | 4    | 3    | —    | 3    | 3    | 2    | —    |

Гранд Туры
| Гонка           | 2019 |
| --------------- | ---- |
| Джиро д'Италия  | —    |
| Тур де Франс    | —    |
| Вуэльта Испании | 125  |

Однодневки
| Монументальные гонки  |      |      |      |      |      |
| Гонка                 | 2015 | 2016 | 2017 | 2018 | 2019 |
| Милан — Сан-Ремо      | —    | —    | —    | —    | —    |
| Тур Фландрии          | —    | —    | —    | 69   | 120  |
| Париж — Рубе          | —    | —    | —    | НФ   | НФ   |
| Льеж — Бастонь — Льеж | НФ   | —    | —    | —    | —    |
| Джиро ди Ломбардиям   | —    | —    | —    | —    | —    |

| —  | Не участвовал в гонке |
| НФ | Не финишировал        |